# Francisco Pérez González
- Commons
- Wikiquote

Francisco Pérez González (Frandovínez, 13 de janeiro de 1947) é um bispo espanhol. Desde 2007 que é arcebispo de Pamplona e Tudela e administrador apostólico de Diocese de San Sebastián.

## Formação e trabalho sacerdotal
Nasceu em 13 de janeiro de 1947 em Frandovínez, província de Burgos, em uma família com poucos recursos. Seus pais moravam em Amurrio. Seu pai trabalhava na Renfe, realizando tarefas relacionadas à construção das estruturas dos vagões, enquanto sua mãe vendia queijo. Antes de seu nascimento, seus pais emigraram para Frandovínez, junto com sua filha, a irmã mais velha de Monsenhor Pérez.
Sua formação para o sacerdócio começou no seminário menor de San José de Burgos, onde ingressou aos 11 anos. Depois de passar pelo Seminário Maior de Burgos, continuou seus estudos em Roma, na Pontifícia Universidade Santo Tomás, conhecida como El Angelicum e na Universidade de Comillas (Madri), onde se formou em teologia dogmática.
Após sua ordenação sacerdotal em 21 de julho de 1973 em Trento (Itália), seu desejo era ir como missionário ao Zaire, mas dez dias antes da data prevista, uma doença latente o impediu. Em 1980 mudou-se para a Arquidiocese de Madrid-Alcalá, exercendo funções como vigário paroquial em duas paróquias até 1986. Entre 1986 e 1995 foi formador e diretor espiritual do Seminário Conciliar de Madrid, do Seminário Nossa Senhora dos Apóstolos de Getafe e do Colégio Sacerdotal Castrense João Paulo II de Madri.

## Bispo
Em 16 de dezembro de 1995, foi nomeado bispo de Osma-Sória, recebendo a ordenação episcopal na Basílica de São Pedro por João Paulo II em 6 de janeiro de 1996. Tomou posse da diocese no dia 11 de fevereiro seguinte, na Catedral de San Pedro. Em 1997, a diocese de Osma-Sória organizou uma edição de As Idades do Homem, que naquele ano teve como lema A Cidade dos Seis Andares.
Em 12 de fevereiro de 2001, a Conferência Episcopal o nomeou Diretor Nacional das Pontifícias Obras Missionárias, cargo que ocupou até 2006.
João Paulo II o nomeou Arcebispo de Castrense, tomando posse em 11 de dezembro de 2003. Três anos e meio depois, especificamente em 31 de julho de 2007, foi tornada pública sua nomeação como Arcebispo de Pamplona-Tudela, tomando posse na catedral de Pamplona em 30 de setembro de 2007. Em 29 de junho de 2008, Bento XVI impôs o pálio arquiepiscopal na solenidade de São Pedro e São Paulo junto com os outros 37 arcebispos nomeados naquele ano (mais dois outros que não puderam comparecer).
Na Conferência Episcopal Espanhola foi membro das Comissões Episcopais do Clero, sendo membro da Comissão do Diaconato Permanente, e de Seminários e Universidades entre 1996 e 1999. De 1999 a 2011 foi membro da Comissão Episcopal para as Missões e Cooperação com as Igrejas, voltando a ser membro em 2014. Foi membro da Comissão Executiva em 1 de março de 2011 durante a XCVII Assembleia Plenária,  de 9 a março de 2014.

Na CEE, é presidente da Comissão Episcopal para Missões e Cooperação com as Igrejas desde março de 2020. Foi presidente da Comissão Episcopal de Missões e Cooperação entre Igrejas, desde março de 2017. É também membro da Comissão Permanente.